# 詹姆斯·H·塔利
詹姆斯·H·塔利（/ˈtʌli/，1946年4月17日—）是一位加拿大哲学家，加拿大皇家學會会士，博士毕业于剑桥大学，导师昆廷·斯金纳，现为维多利亚大学教授，主要作品有《陌生的多样性——歧异时代的宪政主义》（Strange Multiplicity: Constitutionalism in an Age of Diversity）等。